# Грос Шенкенберг
Грос Шенкенберг (њем. Groß Schenkenberg) општина је у њемачкој савезној држави Шлезвиг-Холштајн. Једно је од 131 општинског средишта округа Херцогтум Лауенбург. Према процјени из 2010. у општини је живјело 552 становника. Посједује регионалну шифру (AGS) 1053044.

## Географски и демографски подаци
Грос Шенкенберг се налази у савезној држави Шлезвиг-Холштајн у округу Херцогтум Лауенбург. Општина се налази на надморској висини од 15 метара. Површина општине износи 6,5 km². У самом мјесту је, према процјени из 2010. године, живјело 552 становника. Просјечна густина становништва износи 85 становника/km².